# Kadenicarpus horripilus

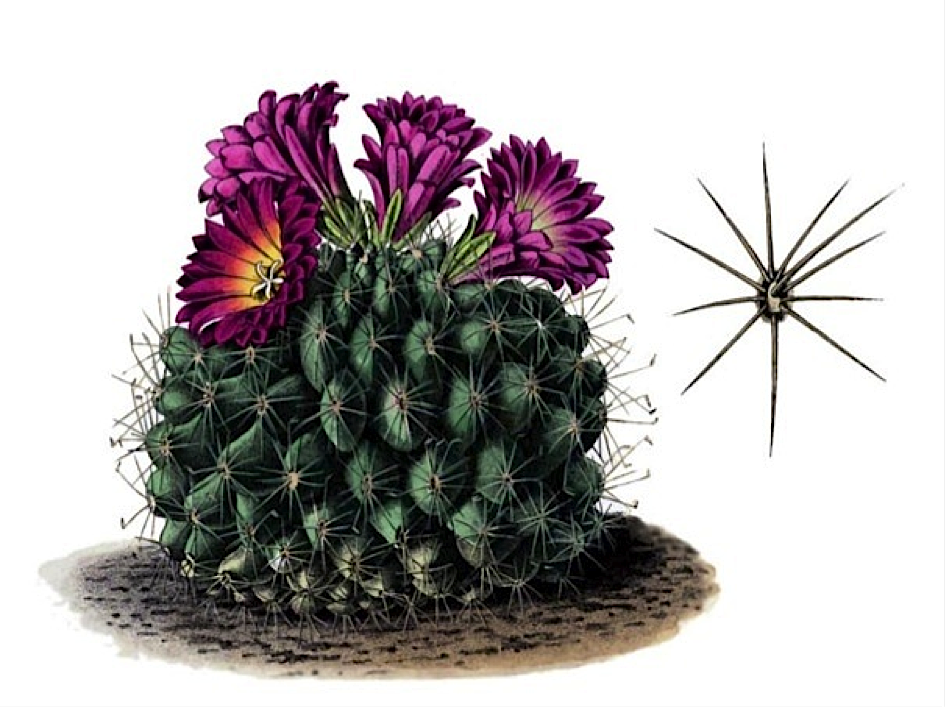
Tafel 6 von 1900 aus Blühende Kakteen

Kadenicarpus horripilus ist eine Pflanzenart in der Gattung Kadenicarpus aus der Familie der Kakteengewächse (Cactaceae). Das Artepitheton horripilus leitet sich von den lateinischen Worten horrere für ‚schaudern‘ sowie pilus für ‚Haar‘ ab und verweist auf die Bedornung der Art.

## Beschreibung
Kadenicarpus horripilus wächst häufig sprossend mit olivgrünen, kugelförmigen bis verlängert kugelförmigen Körpern und Faserwurzeln. Die Körper erreichen Wuchshöhen von 7 bis 18 Zentimetern und Durchmesser von 4 bis 6,5 Zentimeter. Ihre deutlich ausgeprägten konischen Höcker sind 5 bis 7 Millimeter hoch. Es ist meist ein einzelner, abstehender, gerader, weißlicher, an der Spitze dunkler Mitteldorn vorhanden. Er erreicht eine Länge von 12 bis 18 Millimetern. Die 12 bis 14 geraden Randdornen sind weiß mit dunkler Spitze, abstehend und 9 bis 11 Millimeter lang.
Die magentafarbenen Blüten besitzen einen weißen Schlund. Sie sind 2,2 bis 3,1 Zentimeter lang und weisen Durchmesser von 2,5 bis 3,5 Zentimetern auf. Die verlängerten, grünlich roten Früchte werden bei Reife gelblich bräunlich. Sie sind 4 bis 6 Millimeter lang und erreichen einen Durchmesser von 3 bis 5 Millimeter.

## Systematik, Verbreitung und Gefährdung
Kadenicarpus horripilus ist im mexikanischen Bundesstaat Hidalgo verbreitet.
Die Erstbeschreibung als Mammillaria horripila erfolgte 1838 durch Charles Lemaire. Monserrat Vázquez-Sánchez stellte die Art 2019 in die Gattung Kadenicarpus. Weitere nomenklatorische Synonyme sind Echinocactus horripilus (Lem.) Lem. (1839), Neolloydia horripila (Lem.) Britton & Rose (1923), Gymnocactus horripilus (Lem. ex C.F.Först.) Backeb. (1951), Thelocactus horripilus (Lem.) Kladiwa (1970), Thelocactus horripilus (Lem.) Kladiwa & Fittkau (1975), Turbinicarpus horripilus (Lem.) V.John & Říha (1983), Bravocactus horripilus (Lem.)  (1998) und Pediocactus horripilus (Lem.) Halda (1998)
Kadenicarpus horripilus wird in Anhang I des Washingtoner Artenschutz-Übereinkommens geführt. In der Roten Liste gefährdeter Arten der IUCN von 2002 ist sie als „Vulnerable (VU)“, d. h. gefährdet eingestuft. Im Jahr 2013 wird die Art als „Endangered (EN)“, d. h. stark gefährdet geführt.

## Nachweise